# Plat
Plat je peněžité plnění poskytované zaměstnanci jakožto odměna za práci pro zaměstnavatele, jenž je veřejnou institucí (tzv. veřejný sektor – stát, obec, kraj, státní fond, příspěvková organizace – kde se platy hradí z rozpočtu jejího zřizovatele – nebo školská právnická osoba apod.). Platem ale není peněžité plnění poskytované občanům cizích států s místem výkonu práce mimo území České republiky, ačkoli pracují pro některého z těchto zaměstnavatelů. 
Plat lze dostávat až na základě splnění státem stanovených podmínek platového tarifu. Zaměstnanci vyplácení podle tabulkového platu jsou zvláštním případem zaměstnanců, na rozdíl od běžných zaměstnanců v tzv. soukromém sektoru, kteří tedy z pohledu státu pracují pro jiného zaměstnavatele a dostávají prostě mzdu, ne však plat.

## Výše platu
Plat se poskytuje podle složitosti, odpovědnosti a namáhavosti práce, podle obtížnosti pracovních podmínek, podle pracovní výkonnosti a dosahovaných pracovních výsledků. Zákon přikazuje, aby za stejnou práci nebo za práci stejné hodnoty příslušel všem zaměstnancům u zaměstnavatele stejný plat. Rovněž platí, že plat nesmí být nižší než minimální mzda.
Konkrétní výši platu určuje zařazení zaměstnance do platového tarifu, který se sestavuje kombinací:
- platové třídy – zařazení podle charakteru vykonávané práce a
- platového stupně – zařazení podle délky dosažené praxe.

Celkem existuje 16 platových tříd a 12 platových stupňů. Podmínky pro zařazení do určitého platového tarifu stanovuje svým nařízením Vláda České republiky, a to veřejně.

## Příplatky
K platu může či musí být, pokud splní zákonné podmínky, zaměstnanci zaměstnavatelem přiznán a poskytován nějaký z více druhů příplatků:
- osobní příplatek – až do výše 50 % platového tarifu nejvyššího platového stupně v platové třídě, do které je zaměstnanec zařazen, jestliže dlouhodobě dosahuje velmi dobrých pracovních výsledků nebo plní větší rozsah pracovních úkolů než ostatní zaměstnanci.
- příplatek za vedení – od 5 až do 60 % platového tarifu nejvyššího platového stupně v platové třídě, do které je vedoucí zaměstnanec, nebo jeho trvalý zástupce, zařazen.
- příplatek za noční práci – 20 % průměrného hodinového výdělku.
- příplatek za práci v sobotu a v neděli – 25 % průměrného hodinového výdělku.
- příplatek za rozdělenou směnu – ve výši 30 % průměrného hodinového výdělku.

Dále kromě těchto obecných příplatků existují i zvláštní příplatky za práci ve ztíženém pracovním prostředí, zvláštní příplatek za práci v podmínkách spojených s mimořádnou neuropsychickou zátěží, rizikem ohrožení života a zdraví nebo obtížnými pracovními režimy, za přímou pedagogickou činnost nad stanovený rozsah a specializační příplatek pedagogického pracovníka. Kromě toho za úspěšné splnění mimořádného nebo zvlášť významného pracovního úkolu může zaměstnavatel poskytnout mimořádnou odměnu, jejíž výši určuje podle své úvahy.
Za hodinu práce přesčas přísluší zaměstnanci část platového tarifu, osobního a zvláštního příplatku a příplatku za práci ve ztíženém pracovním prostředí připadající na jednu hodinu práce bez práce přesčas a další zvláštní příplatek ve výši 25 % průměrného hodinového výdělku (jde-li o práci v sobotu, neděli nebo ve svátek, tak ve výši 50 %), ledaže se zaměstnanec a zaměstnavatel dohodli na poskytnutí náhradního volna.

## Platový výměr
V den nástupu do práce je zaměstnavatel povinen vydat zaměstnanci písemný platový výměr, kde musí uvést údaje o:
- platové třídě a platovém stupni, do nichž je zaměstnanec zařazen,
- výši platového tarifu a ostatních pravidelně měsíčně poskytovaných složek platu a
- termínu a místu výplaty (pokud to již není uvedeno v pracovní smlouvě nebo vnitřním předpisu).[7]